# فن القصاصات الورقية اليهودي

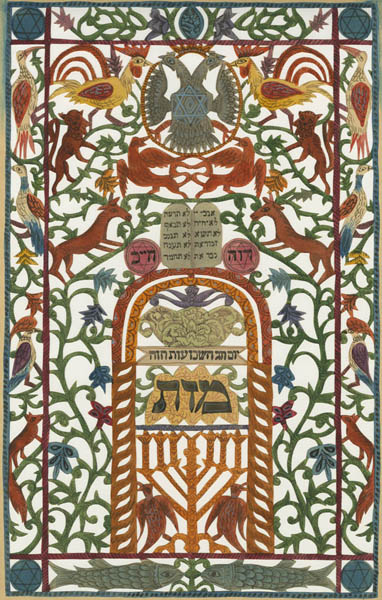

فن القصاصات الورقية اليهودي هو شكل تقليدي من أشكال الفن الشعبي اليهودي، يُصنع من خلال قص الأشكال والجمل من الورق أو البرشمان. يرتبط فن القصاص الورقية بالعادات والاحتفالات المختلفة، ويرتبط بالعطلات والحياة الأسرية. غالبًا ما تزين القصاصات الورقية الكيتوباه (عقود الزواج)، والميزراه والزينة المستخدمة في المناسبات الاحتفالية. كانت المجتمعات اليهودية تمارس فن القصاصات الورقية في كل من أوروبا الشرقية وشمال إفريقيا والشرق الأوسط، وقد استمرت لعدة قرون وشهدت انتعاشًا في العصر الحديث في إسرائيل ومناطق أخرى.

## لمحة تاريخية

### الأصول
إن أصل فن القصاصات الورقية اليهودي غير واضح. مارس يهود أشكناز في القرنين السابع عشر والثامن عشر هذا النوع من الفن. مع ذلك، يمكن تتبع فن القصاصات الورقية اليهودي إلى المجتمعات اليهودية في كل من سوريا والعراق وشمال إفريقيا، وقد يُشير التشابه في تقنيات القص (باستخدام السكين) بين يهود أوروبا الشرقية وتقنيات القص في الصين، إلى أن الأصل يعود إلى أقدم من ذلك. يزعم البعض أن قص الورق الأشكنازي قد يعود تاريخه إلى القرن الرابع عشر، على الرغم من أن شعبيته وصلت ذروتها في القرنين الثامن عشر والتاسع عشر.
يمكن العثور على أول ذكر لفن القصاصات الورقية اليهودي في رسالة بحثية «قتال القلم والمقصات» لحاخام القرن الرابع عشر، شيم توف بين إسحاق بن أردوتيل (1290- 1369)، الذي يصف كيف قرر قص الحروف في الورق عندما تجمد حبره خلال الشتاء القاسي. بالنسبة لطلاب التاريخ الأدبي المسيحي الإسباني، يُعرف الحاخام شيم توف باسم سانتوب دي كاريون لوس كونديس، التروبادور القشتالي الذي ألف الأمثال الأخلاقية لبيدرو القاسي. اكتسب فن القصاصات الورقية شعبية في القرن التاسع عشر باعتباره حرفة، وذلك عندما أصبح الورق مادة رخيصة.
انتشر فن القصاصات الورقية بين يهود بولندا وروسيا في القرن التاسع عشر والسنوات الأولى من القرن العشرين. أُنتجت القصاصات الورقية اليهودية أيضًا في ألمانيا وربما في هولندا. زُينت بعض الكيتوباه (عقد الزواج) اليهودية الإيطالية المصنوعة من البرشمان، منذ أواخر القرن السابع حتى القرن التاسع عشر بقصاصات ورقية بالإضافة إلى بعض اللفائف المتقنة من كتاب إستر. تمتلك قصاصات الورق المماثلة من المجتمعات اليهودية في شمال إفريقية والشرق الأوسط بعض الاختلافات المميزة في الأسلوب.
كانت القصاصات الورقية شائعة بين اليهود في كل من أوروبا الشرقية والغربية وكذلك في تركيا والمغرب وسوريا وبنغلاديش وإسرائيل وأمريكا الشمالية.
كان يُطلق على قصاصات الورق في شمال إفريقيا والشرق الأوسط اسم «مينوراه»، لأن شمعدانًا واحدًا أو أكثر كان يظهر دائمًا كعنصر مركزي. تضمنت هذه القصاصات الورقية العديد من النقوش، معظمها كان على أذرع الشمعدانات. رُكبت القصاصات على صفائح معدنية رقيقة ملونة. أُنتج نوعان متميزان: الميزراه والقصاصات الورقية الصغيرة التي استُخدمت في التعاويذ. الزخارف هي نفسها الموجودة في قصاصات الورق اليهودية الأوروبية ولكنها تمتلك أسلوب شرقي مميز. أيضًا، الخمسة («اليد ذات الخمس أصابع») غير معروفة في أوروبا، ولكنها كثيرًا ما تظهر على هذه القصاصات الورقية.